# 弗羅厄德角

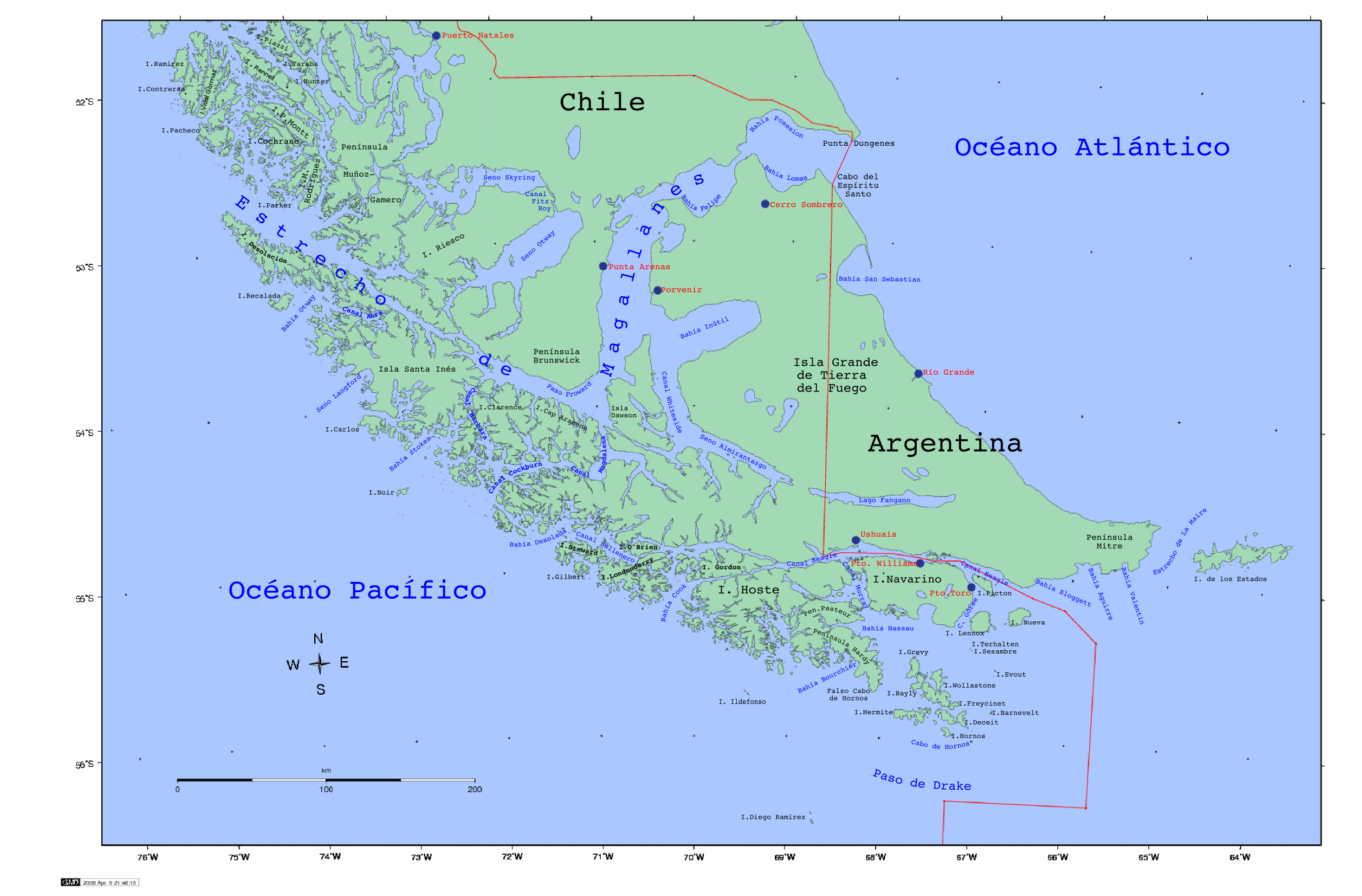
弗羅厄德角位置

弗羅厄德角（Cabo Froward）是南美洲大陸的最南端，位於麥哲倫海峽北岸，也是不倫瑞克半島的最南端。弗羅厄德角的山上有一座大型金屬十字架，紀念教宗若望·保祿二世在1987年訪問智利。
53°56′00″S 071°20′00″W / 53.93333°S 71.33333°W